# 芒德尔欧卡特图尔
芒德尔欧卡特图尔（法語：Mandres-aux-Quatre-Tours，法語發音：[mɑ̃dʁ o katʁ tuʁ]）是法国默尔特-摩泽尔省的一个市镇，属于图勒区。

## 地理
芒德尔欧卡特图尔（48°50'25"N, 5°47'57"E）面积10.24 平方千米，位于法国大東部大區默尔特-摩泽尔省，该省份为法国东北部内陆省份，是洛林的一部分，北邻比利时、卢森堡，北起顺时针与摩泽尔省、下莱茵省、孚日省和默兹省接壤。
与芒德尔欧卡特图尔接壤的市镇（或旧市镇、城区）包括：博蒙、贝尔内库尔、阿蒙维尔、鲁瓦约梅、塞什普雷、布鲁塞-罗勒库尔、热维尔、朗比库尔。

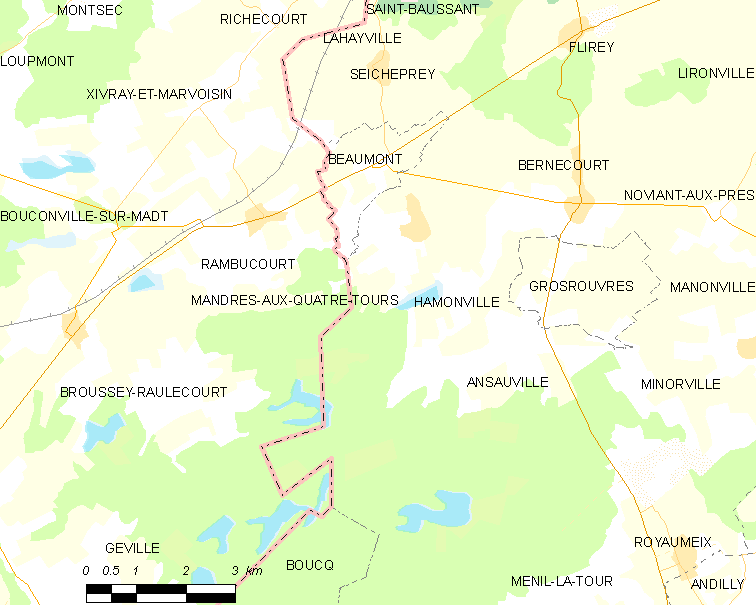
芒德尔欧卡特图尔的OSM定位图

芒德尔欧卡特图尔的时区为UTC+01:00、UTC+02:00（夏令时）。

## 行政
芒德尔欧卡特图尔的邮政编码为54470，INSEE市镇编码为54343。

## 政治
芒德尔欧卡特图尔所属的省级选区为北图卢瓦县。

## 人口

1962-2008年间芒德尔欧卡特图尔人口变化图示

芒德尔欧卡特图尔于2022年1月1日时的人口数量为201人。